# 오르후스 짐나스티크포레닝
오르후스 짐나스티크포레닝(Aarhus Gymnastikforening, AGF Aarhus, 약칭 AGF)는 1880년에 창단된 덴마크 오르후스의 축구 클럽으로, 덴마크에서 가장 오래된 스포츠 클럽 가운데 하나로 손꼽힌다.
남자 청소년 팀은 Lyseng Stadion을 홈 경기장으로 사용하고 있다.

## 여성 구단
AGF 포드볼드 여성 팀, 일반적으로 AGF로 알려져있으며, 유틀란트 오르후스에 기반을 둔 덴마크의 여자 축구팀이다. 덴마크 상위 디비전인 Elitedivisionen에 속해있다.
2020년 3월 VSK Aarhus, IF Lyseng 및 오르후스 짐나스티크포레닝 클럽이 덴마크 Elitedivisionen이 여성 상위 리그를 만들기로 하여 결성되었다. 리그에서 VSK의 자리를 차지하였다. AGF 저지와 AGF Women으로 불리고 있다.
AGF A/S가 80%, VSK Aarhus 와 IF Lyseng이 각각 10%를 소유하고 있다.
여자 리그 팀은 Vejlby Stadium에서 훈련하고 경기를 치른다.

## 성적
- 덴마크 수페르리가
  - 우승 5회 (1954–55, 1955–56, 1956–57, 1960, 1986)
  - 준우승 8회 (1920–21, 1922–23, 1924–25, 1944–45, 1964, 1982, 1984, 1995–96)
  - 3위 11회 (1933, 1949, 1950, 1951, 1962, 1978, 1983, 1985, 1987, 1991, 1997)
- 덴마크 컵
  - 우승 9회 (1954–55, 1956–57, 1959–60, 1960–61, 1964–65, 1986–87, 1987–88, 1991–92, 1995–96)
  - 준우승 2회 (1958–59, 1989–90)

## 선수 명단

### 현역
참고: FIFA 자격 규정에 따라 소속된 국가대표팀 국기를 표시합니다. 선수는 복수의 FIFA 비회원국 국적을 가지고 있을 수 있습니다.
| 번호 | 포지션 | 국적   | 이름            |
| ---- | ------ | ------ | --------------- |
| 9    | FW     |        | 패트릭 모르텐센 |
| 15   | FW     | 세네갈 | 유수프 바지     |

| 번호 | 포지션 | 국적 | 이름 |
| ---- | ------ | ---- | ---- |

## 역대 감독
| 감독        | 임기   |
| ----------- | ------ |
| 우베 뢰슬러 | 2022 ~ |